# Белозёрка (Пензенская область)
Белозёрка — село в Башмаковском районе Пензенской области России. Входит в состав Шереметьевского сельсовета.

## География
Расположено в 5 км к востоку от центра сельсовета села Шереметьево, на одноименной реке.

## Население
| 1864 | 1877 | 1897 | 1911 | 1926 | 1930  | 1939 |
| ---- | ---- | ---- | ---- | ---- | ----- | ---- |
| 717  | ↗805 | ↘748 | ↗899 | ↗963 | ↗1062 | ↘533 |
| 1979 | 1989 | 1996 | 2002 | 2010 |       |      |
| ↘105 | ↘50  | ↘34  | ↘19  | ↘0   |       |      |

## История
Основано в середине XVIII в. князем А. М. Черкасским, переселившего в эти места крестьян из села Поим. В 1955 г. село центральная усадьба колхоза «Путь Сталина».